# Fort Campbell (Kentucky)
Fort Campbell ist ein Stützpunkt der United States Army, der sich ungefähr 10 Meilen nordwestlich von Clarksville, Tennessee und zehn Meilen südlich von Hopkinsville, Kentucky befindet.
Der Ort wurde am 16. Juli 1941 ausgewählt und ist im Gedenken an Brigadier General William Bowen Campbell benannt. Er hieß anfangs Camp Campbell, bis er im April 1950 als permanenter Stützpunkt in Fort Campbell umbenannt wurde. Fort Campbell ist die Heimat verschiedener Einheiten der United States Army, beispielsweise der 101. US-Luftlandedivision und der 5th Special Forces Group (Airborne) (dt. „5. Sondereinsatzkräfte-Brigade“).
Die offizielle Bezeichnung lautet „Fort Campbell, Kentucky“, da sich das Hauptquartier des Stützpunktes, die meisten Gebäude der Basis und das Postgebäude auf dem Gebiet von Kentucky befinden. Der Großteil der Fläche der Basis befindet sich aber in Tennessee. Fort Campbell ist der größte Wirtschaftsfaktor im Gebiet um Clarksville.
Fort Campbell wurde auf dem Gebiet von vier Bezirken errichtet, von denen zwei in Tennessee (Montgomery und Stewart County) sowie zwei in Kentucky (Christian und Trigg County) liegen.
Der kommandierende General von Fort Campbell und der 101. US-Luftlandedivision ist (Stand: Dezember 2022) Major General Joseph P. (JP) McGee. Ranghöchster Unteroffizier ist Command Sergeant Major Veronica Knapp. Der Kommandeur der Garnison  Fort Campbell ist Colonel Andrew Q. Jordan.
Am 29. März 2023 kam es zu einem Unfall mit zwei Black-Hawk-Helikoptern, die während eines Trainingseinsatzes zusammenprallten.

## Stationierte Einheiten
- 101. US-Luftlandedivision
  - 1. Infantry Brigade Combat Team (IBCT) (Infanterie-Brigade)
  - 2. Infantry Brigade Combat Team (IBCT) (Infanterie-Brigade)
  - 3. Infantry Brigade Combat Team (IBCT) (Infanterie-Brigade)
  - 101. Airborne Division Artilleriebrigade
  - 101. Heeresflieger-Brigade
  - 101. Airborne Division Logistikbrigade
- 5th Special Forces Group (Airborne)
- 52. Unterstützungsgruppe (Ordnance Group)
  - 184. Kampfmittelbeseitigungsbataillon
- 160. Heeresfliegerregiment

Koordinaten: 36° 39′ N, 87° 28′ W